# Перуанский орляк
Перуанский орляк (лат. Myliobatis peruvianus) — вид хрящевых рыб рода орляков семейства орляковых скатов отряда хвостоколообразных надотряда скатов. Эти скаты обитают в субтропических водах юго-восточной части Тихого океана. Максимальная зарегистрированная ширина диска 131 см. Грудные плавники этих скатов срастаются с головой, образуя ромбовидный диск, ширина которого превосходит длину. Характерная форма плоского рыла напоминает утиный нос. Тонкий хвост длиннее диска.
Подобно прочим хвостоколообразным перуанские орляки размножаются яйцеживорождением. Эмбрионы развиваются в утробе матери, питаясь желтком и гистотрофом. Эти скаты попадаются качестве прилова при коммерческом промысле.

## Таксономия
Впервые новый вид был научно описан в 1913 году. Название Myliobatis peruanus, признанное синонимом, было ошибочным.

## Ареал и места обитания
Перуанские орляки обитают в юго-восточной части Тихого океана от побережья Пайты, Перу до Вальдивии, Чили. Они держатся в пелагических водах на континентальном шельфе и материковом склоне.

## Описание
Грудные плавники перуанских орляков, основание которых расположено позади глаз, срастаются с головой, образуя ромбовидный плоский диск, ширина которого превышает длину, края плавников имеют форму заострённых («крыльев»). Рыло притуплённое. Голова короткая и закруглённая. Кнутовидный хвост намного длиннее диска. Брюшные плавники широкие, задний край образует почти прямую линию. Позади глаз расположены брызгальца. На вентральной поверхности диска имеются 5 пар жаберных щелей, рот и ноздри. Между ноздрями пролегает кожный лоскут. Зубы образуют плоскую трущую поверхность. На дорсальной поверхности на хвосте присутствует ядовитый шип. Максимальная зарегистрированная ширина диска 131.

## Биология
Подобно прочим хвостоколообразным перуанские орляки относятся к яйцеживородящим рыбам. Эмбрионы развиваются в утробе матери, питаясь желтком и гистотрофом.
На этих скатах паразитируют веслоногие рачки Eudactylina indivisa.

## Взаимодействие с человеком
Перуанские орляки могут быть объектом кустарного лова. Они попадаются в качестве прилова при коммерческом промысле. Данных для оценки Международным союзом охраны природы охранного статуса вида недостаточно.